# Becker Holding
Die Becker Holding AG & Co. KG ist die Muttergesellschaft der Becker Mining-Gruppe, einer seit 1964 bestehenden Gruppe von Unternehmen der Bergbauzulieferer-Branche.  Sitz der Holding ist das saarländischen Friedrichsthal.

## Geschichte

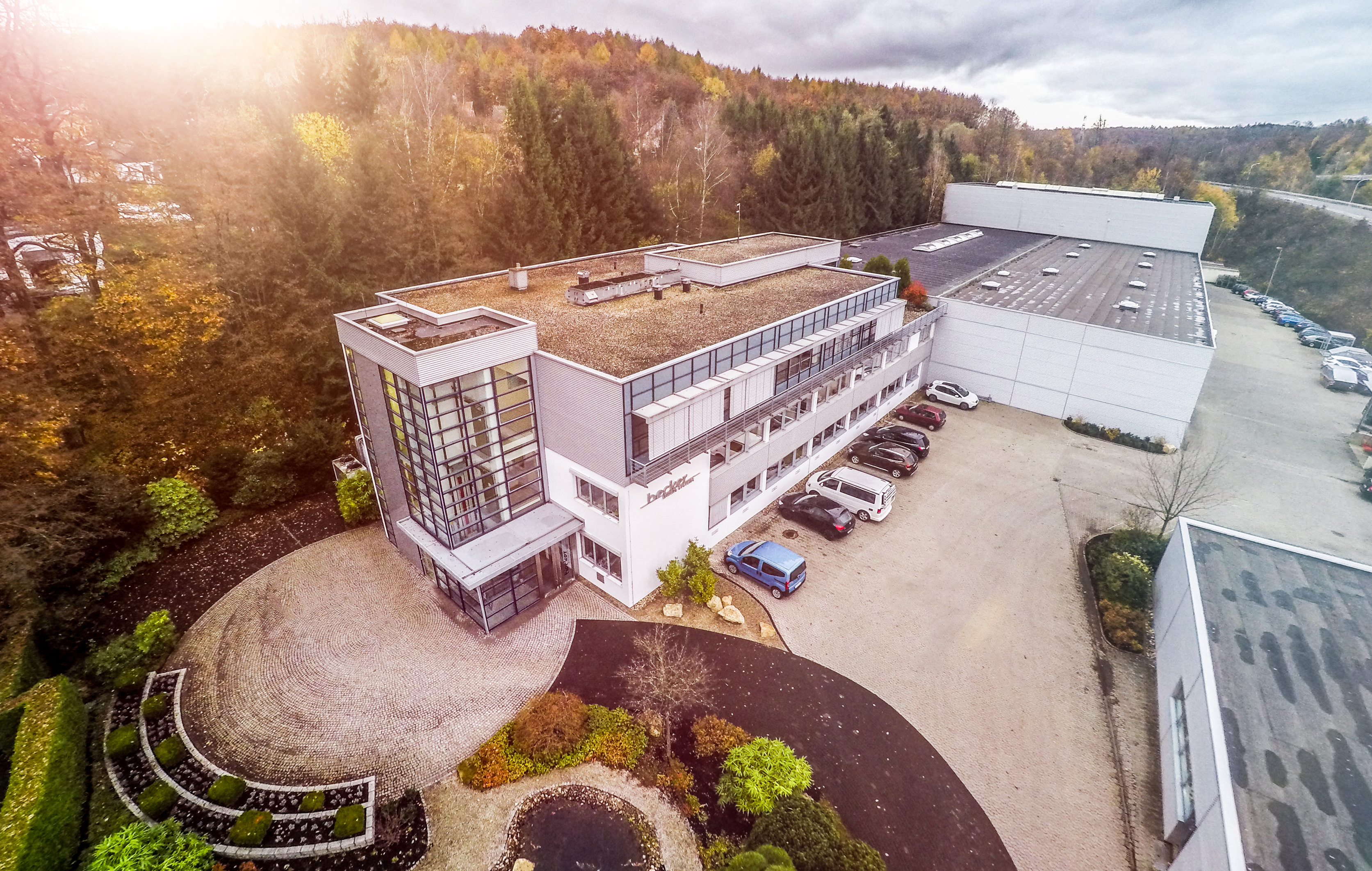
Becker Mining System AG Firmensitz in Friedrichsthal

Das Unternehmen wurde 1964 durch den Diplomingenieur Walter Becker gegründet. Zunächst war die Gesellschaft mit Entwicklung und Bau von untertägiger Transporttechnik tätig. 1975 kam die Sparte Automatisierungstechnik hinzu. Ab dem Jahr 1983 wurde die bisher auf Deutschland beschränkte Tätigkeit auch auf das Ausland ausgeweitet.

## Geschäftsbereiche
Heute ist das Unternehmen in folgenden Geschäftsbereichen aktiv:
- Energieverteilung
- Automatisierung
- Kommunikationstechnik
- Transporttechnik
- Ausbautechnik

## Standorte
Neben dem Standort Friedrichsthal (Stammwerk der Becker Mining Systems AG sowie Sitz der Becker Mining Europe GmbH) ist das Unternehmen mit Töchtern auch im Ausland präsent:
- Australien: Becker NCS Pty Ltd., Perth
- China: Tianjin Becker Electronic Co. Ltd, Tianjin
- Frankreich: SAIT Mining S.A.S., Saverne
- Kanada: Varis Mine Technology Ltd., Sudbury
- Polen: Becker Warkop Sp. z o.o., Swierklany
- Russland: Becker Mining Systems RUS, Nowokusnezk
- Südafrika: Walter Becker South Africa (PTY) Ltd., Alrode
- Mexico: Becker Lasec
- USA: Becker Mining America, SMC Elecronical Products, Ltd., Power Distribution Products, Inc, allesamt Barboursville sowie Becker Wholesale Mine Supply, Huntington